# Лоборика
Лоборика (хорв. Loborika) — населений пункт у Хорватії, в Істрійській жупанії у складі громади Марчана.

## Населення
Населення за даними перепису 2011 року становило 844 осіб.
Динаміка чисельності населення поселення:

## Клімат
Середня річна температура становить 13,83 °C, середня максимальна – 27,02 °C, а середня мінімальна – 0,36 °C. Середня річна кількість опадів – 796 мм.
| Клімат поселення                              | Клімат поселення | Клімат поселення | Клімат поселення | Клімат поселення | Клімат поселення | Клімат поселення | Клімат поселення | Клімат поселення | Клімат поселення | Клімат поселення | Клімат поселення | Клімат поселення | Клімат поселення |
| Показник                                      | Січ.             | Лют.             | Бер.             | Квіт.            | Трав.            | Черв.            | Лип.             | Серп.            | Вер.             | Жовт.            | Лист.            | Груд.            |                  |
| Середній максимум, °C                         | 10,14            | 10,63            | 13,72            | 17,04            | 21,76            | 25,37            | 27,02            | 26,74            | 22,73            | 18,46            | 13,41            | 10,14            |                  |
| Середня температура, °C                       | 5,25             | 5,75             | 8,82             | 12,14            | 16,86            | 20,49            | 23,38            | 23,08            | 19,08            | 14,81            | 9,76             | 6,50             |                  |
| Середній мінімум, °C                          | 0,36             | 0,85             | 3,93             | 7,25             | 11,98            | 15,60            | 19,74            | 19,43            | 15,44            | 11,14            | 6,12             | 2,87             |                  |
| Норма опадів, мм                              | 67               | 53               | 56               | 61               | 54               | 61               | 40               | 65               | 73               | 92               | 100              | 74               |                  |
| Середньомісячна швидкість вітру, м/с          | 2.52             | 2.76             | 2.87             | 2.78             | 2.50             | 2.40             | 2.40             | 2.35             | 2.45             | 2.64             | 2.81             | 2.73             |                  |
| Середньомісячна сонячна радіація, кДж/м²·день | 4541             | 7451             | 10876            | 15524            | 19869            | 21736            | 22739            | 19578            | 14364            | 9282             | 5008             | 3878             |                  |
| --------------------------------------------- | ---------------- | ---------------- | ---------------- | ---------------- | ---------------- | ---------------- | ---------------- | ---------------- | ---------------- | ---------------- | ---------------- | ---------------- | ---------------- |
| Джерело:                                      |                  |                  |                  |                  |                  |                  |                  |                  |                  |                  |                  |                  |                  |